# Christina Schäfer
Christina Schäfer (* 22. Dezember 1982) ist eine deutsche Bogenschützin. Ihr Heimatverein sind die Bogenschützen RSG Düren, für den TV Rheydt schießt sie seit 2006 in der 1. Bundesliga Nord. 2005 gewann sie in Aalborg/Dänemark die Bronzemedaille bei der Hallenweltmeisterschaft.

## Leben
Christina Schäfer besuchte die St. Angela-Schule in Düren. Sie machte eine abgeschlossene Ausbildung als Gymnastiklehrerin. Seit 2006 ist sie Mitglied der Sportförderkompanie der Bundeswehr. Christina Schäfer lebt und trainiert in Düren.

## Sportliche Erfolge
- 2001: 3. Platz Juniorinnen bei der DM Halle in Bad Blankenburg
- 2001: Deutsche Juniorenmeisterin FITA im Freien in Kassel
- 2002: Deutsche Juniorenmeisterin FITA im Freien in Wyhl
- 2004: Deutsche Meisterin FITA im Freien in Lindow
- 2005: 3. Platz DM Halle in Berlin und DM FITA im Freien in Hamburg
- 2005: Grandprixturnier in Sopot/Polen, Gold mit der Mannschaft
- 2005: Bronze im Einzel bei der Hallen-WM in Aalborg/Dänemark
- 2006: Bronze mit der Mannschaft bei der Hallen-EM in Jaen/SpanienP
- 2008: 4. Platz mit der Mannschaft bei der Hallen-EM in Turin/Italien
- 2008: 3. Platz Einzel und Mannschaft bei der DM FITA im Freien in Hohenhameln
- 2009: 3. Platz Einzel bei der DM Halle in Nordhausen
- 2011: Grandprixturnier in Antalya/Türkei, Gold im Mixed-Team-Wettbewerb

Sie nahm für den Deutschen Schützenbund an den FITA-Weltmeisterschaften 2005 in Madrid, 2007 in Leipzig und 2009 in Ulsan/Südkorea teil.
Sie hält zurzeit (Stand: 17. April 2011) die deutschen Rekorde wie folgt:

## Halle
- O.R. 12 Pfeile – 120 Ringe – 12. März 2005 DM Berlin
- O.R. 18 Pfeile – 177 Ringe – 25. März 2005 WM Aalborg/DEN

## FITA im Freien
- FITA-Runde – 1.340 Ringe – 11./12. Juli 2009 WM-Qualifikation Kienbaum
- 30 m – 354 Ringe – 6. August 2009 World Cup Shanghai/China
- Finale 12 Pfeile – 116 Ringe – 1. Juli 2006 LM Düren
- Finale 36 Pfeile – 337 Ringe – 1. Juli 2006 LM Düren